# 2017电影之夜
2017电影之夜即第17届华语电影传媒盛典，2017年8月28日南方都市报发起主办的第17届华语电影传媒盛典正式启动，并公布了提名名单。但因中国大陆影视奖项限制，12月17日在广州增城1978电影小镇举行的颁奖典礼改名为2017电影之夜，改由1978电影小镇和浙江卫视联合主办，每个奖项都从“最佳XX”改为“年度专业推荐XX”，主题从竞争评选改为表彰推荐。

## 评选标准
从专业人士、媒体口碑和大数据这三个维度考量，分别设立“专业推荐单元”、“媒体推荐单元”和“大数据单元”，推选出在2016年的影视作品。

## 提名及推荐名单

### 专业推荐单元
| 推荐新演员                               | 提名名单 | 颁奖嘉宾 |
| ---------------------------------------- | --- | -------- |
| 西德尼玛《塔洛》                         | - 任素汐《驴得水》 - 西德尼玛《塔洛》                                                                            |          |
| 推荐女配角                               | 提名名单 | 颁奖嘉宾 |
| 闫妮《罗曼蒂克消亡史》                   | - 金燕玲《一念无明》 - 方皓玟《一念无明》 - 钟欣潼《罗曼蒂克消亡史》 - 廖子妤《骨妹》 - 闫妮《罗曼蒂克消亡史》   |          |
| 推荐男配角                               | 提名名单 | 颁奖嘉宾 |
| 林郁智《一路顺风》                       | - 曾志伟《一念无明》 - 浅野忠信《罗曼蒂克消亡史》 - 段博文《追凶者也》 - 林郁智《一路顺风》 - 张译《追凶者也》   |          |
| 推荐女主角                               | 提名名单 | 颁奖嘉宾 |
| 周冬雨《七月与安生》                     | - 周冬雨《七月与安生》 - 惠英红《幸运是我》 - 章子怡《罗曼蒂克消亡史》 - 任素汐《驴得水》 - 马思纯《七月与安生》 |          |
| 推荐男主角                               | 提名名单 | 颁奖嘉宾 |
| 许冠文《一路顺风》                       | - 余文乐《一念无明》 - 西德尼玛《塔洛》 - 葛优《罗曼蒂克消亡史》 - 许冠文《一路顺风》                            |          |
| 推荐编剧                                 | 提名名单 | 颁奖嘉宾 |
| 林咏琛、李媛、许伊萌、吴楠《七月与安生》 | - 林咏琛、李媛、许伊萌、吴楠《七月与安生》 - 万玛才旦《塔洛》 - 陈楚珩《一念无明》 - 刘震云《我不是潘金莲》      |          |
| 推荐新导演                               | 提名名单 | 颁奖嘉宾 |
| 毕赣《路边野餐》                         | - 毕赣《路边野餐》 - 张大磊《八月》 - 罗耀辉《幸运是我》 - 黄进《一念无明》                                      |          |
| 推荐导演                                 | 提名名单 | 颁奖嘉宾 |
| 万玛才旦《塔洛》                         | - 程耳《罗曼蒂克消亡史》 - 毕赣《路边野餐》 - 万玛才旦《塔洛》 - 张大磊《八月》                                  |          |
| 推荐电影                                 | 提名名单 | 颁奖嘉宾 |
| 《日常对话》                             | - 《路边野餐》 - 《罗曼蒂克消亡史》 - 《塔洛》 - 《日常对话》                                                    |          |

### 推委会推荐电影
- 《罗曼蒂克消亡史》

### 媒体推荐单元
- 年度最具潜力演员：杨祐宁
- 年度行业推动典范：浙江卫视《演员的诞生》
- 年度最受关注春节档电影：《唐人街探案2》
- 年度致敬电影工作者：章子怡

### 大数据单元
- 年度最受情侣喜爱电影：《喜欢·你》
- 年度最佳电影产品创新：淘票票 脱单电影院
- 年度最具衍生价值电影：《三生三世十里桃花》
- 年度最受期待系列电影：《西游记·女儿国》
- 年度最寂寞电影院：星映汇国际影城（联丰广场店）
- 年度最受期待新导演：吴君如《妖铃铃》
- 年度最受欢迎导演：宋阳、张迟昱《羞羞的铁拳》
- 年度最佳制作机构：我们制作